# Al-Alfiyya d'Ibn Malik
La Alfiyya, dont le titre entier est en arabe : الخلاصة الألفية (al-khulāsa al-alfiyya), est un texte rimé de grammaire arabe écrit par Ibn Malik (en) au XIIIe siècle. Selon l'historien Al-Maqqari, la structure de la Alfiyya a été empruntée à la Durra al-alfiyya d'Ibn Muti al-Zawawi (XIIe – XIIIe siècle). Au moins 43 commentaires ont été rédigés sur cet ouvrage. La Alfiyya, de même que la Âjurrûmiyya (en), autre grammaire rimée du XIIIe siècle, étaient, après le Coran, les premiers livres mémorisés par les élèves des écoles religieuses des pays arabes, jusqu'à ce que les systèmes éducatifs traditionnels soient remplacés par les systèmes coloniaux.
Cet ouvrage est encore utilisé dans les écoles coraniques de l'état indien du Kerala, ainsi que dans les internats islamiques traditionnels d'Indonésie. 